# Lista dos artistas de música latina que mais vendem

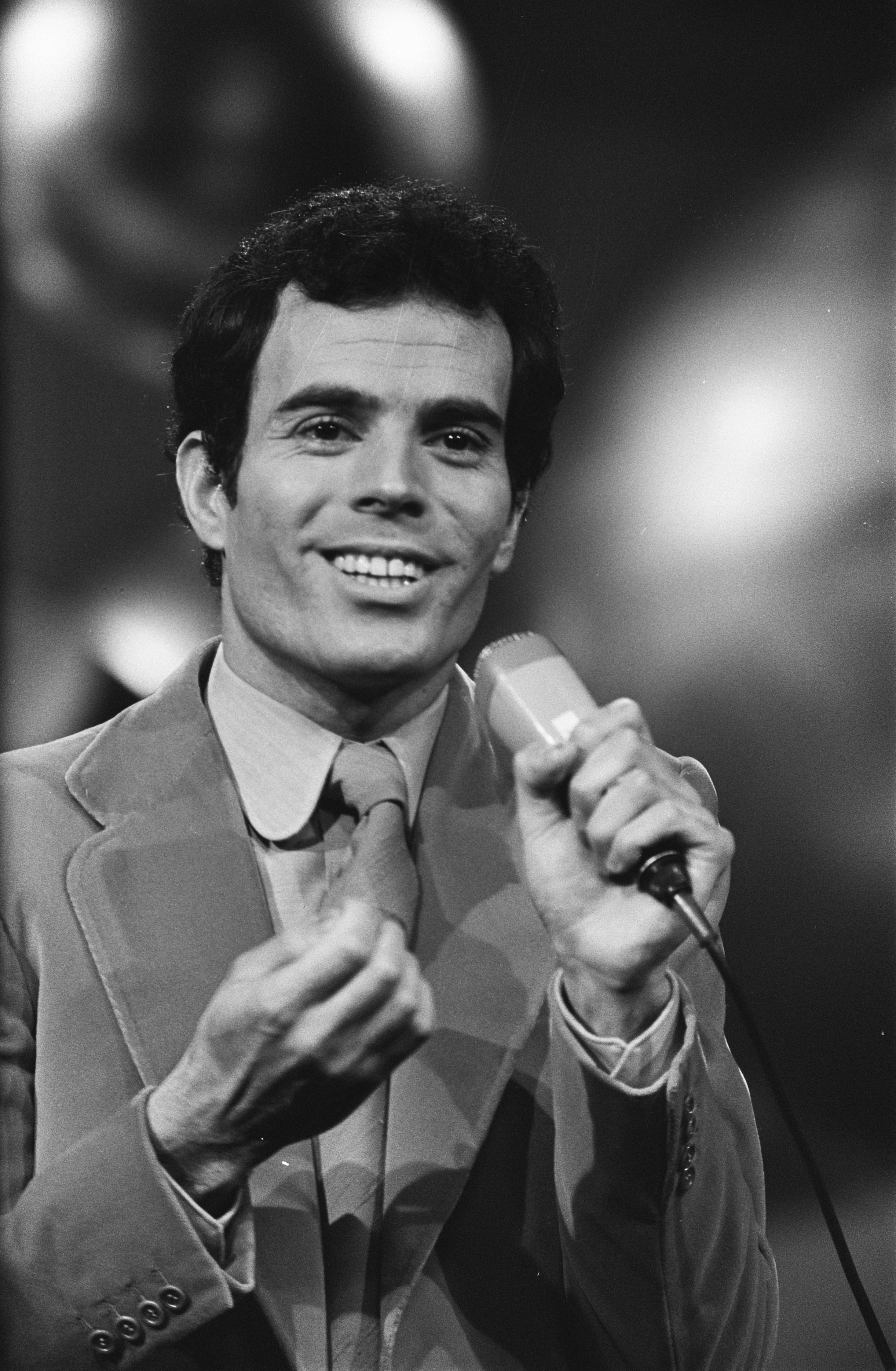
Julio Iglesias foi reconhecido como o artista latino masculino que mais vendeu de todos os tempos pelo Guinness World Record em 2013.

"Música latina" tem um significado ambíguo na indústria musical devido às diferentes definições do termo "latina". Por exemplo, o mercado de música latina nos Estados Unidos, formado por organizações da indústria, incluindo a Recording Industry Association of America (RIAA, "Associação Americana da Indústria de Gravação") e a Billboard, define "música latina" como qualquer lançamento cantado em sua maior parte em espanhol, independentemente do gênero ou da nacionalidade do artista. Organizações internacionais e grupos comerciais como a Academia Latina da Gravação incluem músicas cantadas na Língua Portuguesa na categoria latina. A Billboard categoriza um artista como "latino" se ele cantar em espanhol ou em português.
Jornalistas musicais e musicólogos definem a música latina como estilos musicais de áreas da América Latina e da Espanha onde se fala a Língua Espanhola. A música do Brasil é geralmente incluída no gênero e, ocasionalmente, também a música de Portugal.
Qualquer uma dessas definições de "música latina" pode ser usada para a inclusão nesta lista. Para que um artista seja considerado, a maior parte do seu catálogo deve estar em espanhol ou em português e deve ter vendido pelo menos 10 milhões de cópias. Esta informação não pode ser listada oficialmente porque nenhuma organização registrou vendas globais de música latina. Apenas gravações latinas, que são definidas como aquelas que têm 51% de seu conteúdo em espanhol ou português,  são contabilizadas na tabela de unidades certificadas. Músicos instrumentais também podem ser incluídos se tocarem majoritariamente algum gênero musical latino. Para gravações com múltiplas versões, apenas as versões em espanhol e em português são contabilizadas como unidades certificadas.
As tabelas estão listadas com a cifra de vendas divulgada de cada artista e seu total de unidades certificadas de forma independente, e estão classificadas em ordem decrescente, de acordo com as vendas. Se dois ou mais artistas tiverem a mesma quantidade de vendas divulgada, serão classificados por unidades certificadas. O número de vendas divulgado e o total de unidades certificadas para cada país nas fontes fornecidas incluem vendas de álbuns, singles, álbuns de compilação, vídeos musicais e downloads de singles e de álbuns de estúdio. Os números de vendas, como os da SoundScan, que às vezes são publicados pela revista Billboard, não foram incluídos na coluna de unidades certificadas.

## Definições
As certificações de ouro e platina emitidas após 2016, especialmente para singles, são, em alguns casos, mais de 50% geradas por serviços de streaming. Alguns artistas do século XX também podem ter uma quantidade significativa de certificações obtidas através de plataformas streaming. As unidades certificadas de artistas em atividade mais recentemente podem, às vezes, estar em posições mais altas na lista do que os números divulgados listados, porque a RIAA e quase todos os outros órgãos certificadores incluem o streaming nos critérios exigidos para a certificação do Digital Single Award ("Prêmio de Single Digital")  de ouro e platina. Por esta razão, alguns singles e álbuns são certificados em excesso em centenas de milhares de unidades. Os números excessivamente certificados são frequentemente em milhões de unidades para certificações da RIAA.
As unidades certificadas para alguns artistas e bandas que possuem álbuns com vários discos podem ser superiores aos valores declarados listados porque a RIAA conta cada unidade dentro de um conjunto como uma unidade para a certificação. A quantidade de unidades certificadas também pode aumentar bastante devido à redundância de certificações, pois os downloads e streams de cada faixa de música contribuem para as certificações tanto do single quanto do respectivo álbum. A RIAA considera 10 downloads de faixas individuais, bem como 1.500 streams de áudio/vídeo, incluindo aqueles de singles lançados antes do lançamento do álbum, como equivalente a uma unidade de álbum. Teoricamente, se uma música fosse transmitida 1,5 bilhão de vezes no YouTube, o single receberia a certificação de diamante e todo o álbum poderia ser certificado como platina, criando um total combinado de 11 milhões de unidades certificadas sem nenhuma venda.
Todos os artistas incluídos nesta lista, incluindo paradas de sucesso, têm seus números declarados disponíveis apoiados por países com certificações de gravação . Com exceção das certificações da Espanha anteriores a 2003, as unidades certificadas são provenientes de países com associações locais da indústria musical, incluindo aquelas com bases de dados online. As certificações da Espanha anteriores a 2003 estão listadas no livro Sólo éxitos - 1959-2002 - Año a año, de Fernando Salaverri. No caso de gravações que a RIAA tenha certificado simultaneamente como padrão e latina, será contabilizada apenas a unidade com maior número de cópias certificadas. Por exemplo, Mi Tierra (1993), de Gloria Estefan, foi certificada como platina padrão por um milhão de unidades e 16× platina no gênero latino por 1,6 milhão unidades, portanto, apenas a última certificação é contada. Álbuns que foram certificados em ambas as áreas pelo mesmo valor, como Sueños Líquidos (1997), de Maná, que foi certificado como platina e 10× platina na área latina, podem usar qualquer uma das certificações, mas não ambas. Todas as unidades certificadas são convertidas de prêmios de certificação de ouro, platina ou diamante com base em critérios fornecidos pelos órgãos certificadores.
As certificações emitidas para músicas gravadas por vários artistas, incluindo artistas convidados, são adicionadas ao total de unidades certificadas de cada um, pois todos teriam desempenhado um papel significativo na música. As certificações emitidas para músicas gravadas por quatro ou mais artistas não estão incluídas porque os artistas envolvidos teriam desempenhado papéis menores.

### Diretrizes
- Para se garantir o mais alto nível de verificação de fatos e controle editorial, esta lista obtém os números de vendas de organizações de notícias e organizações altamente conceituadas relacionadas ao setor musical, como a Billboard .
- Os números do total de unidades certificadas nas tabelas abaixo são baseados em unidades certificadas de álbuns, singles – incluindo downloads – e vídeos.
- A ordem dos mercados nas tabelas é baseada no valor de varejo gerado por cada mercado, respectivamente; o maior mercado está no topo e o menor está no fundo.[20][21]